# 伊東 (企業)
伊東合資会社（いとうごうしがいしゃ）は、かつて愛知県知多郡亀崎町（現・半田市）に存在した日本酒の蔵元。代表銘柄は「敷嶋」。2021年（令和3年）12月には伊東株式会社（いとうかぶしきかいしゃ）として酒類製造免許を再取得し、生産再開を果たした。

## 歴史
伊東合資会社の前身は、伊東孫左衛門による清酒敷嶋で、1788年（天明8年）創業といわれる。敷地内の船着き場から江戸に酒を出荷し、ピーク時は約8千石（一升瓶で80万本）の年間生産量を誇り、一時期は中部地方最大規模の生産量を誇った。
本居宣長の詞「敷嶋の大和心を人問はば朝日に匂ふ山桜花」の枕詞から酒銘がつけられたが、1920年に盛田善平が興した敷島製パンも同詞からの出典である。　盛田家とは中埜家さらに矢橋家を通して縁戚関係になる。
隣地にある旧天埜酒造（酒銘:初夢桜）の天埜家とも縁戚であり、それを継承した盛田金しゃち酒造の親会社はイズミックである。
伊東合資会社となったのは、1908年（明治41年）のことで、1921年（大正10年）には、研究所を設置した。
味噌製造事業は1975年（昭和50年）頃に撤退。醤油製造に関しては閉業時に一部従業員が丸又商店に移籍し、現在も「イトウ醤油」の商標を用いた商品が販売されている。
2000年（平成12年）、清酒需要の低下や他事業の不調のため酒造業を廃業し、酒類製造免許も返上した。後の2007年伊東合資会社は解散し、翌2008年清算結了となり、商標の一部は個人名義となった。

### 復活
2020年（令和2年）、創業家9代目の伊東優が三重県名張市の福持酒造場の援助のもと、「敷嶋」を復活させた。「敷嶋」の販売会社として、伊東株式会社が設立される。
2021年（令和3年）9月、千葉県南房総市にあった千蔵酒造株式会社を買収したうえで、千蔵酒造の本社を半田市に移転して商号を伊東株式会社に変更。前述の法人とは現在のところ別個である。
2021年12月、酒類製造免許を千葉県南房総市から移転。これにより酒類製造免許の再取得を果たす。その後、生産再開にこぎつけた。
製造所は1993年（平成5年）築の鉄筋コンクリートビルであり、機器は製造再開に伴い新しく導入されたものを用いている
製造所に隣接する旧邸宅及び蔵である、3棟が2022年10月31日付で登録有形文化財に登録された。
旧邸宅及び蔵を活用した施設、「伊東合資」が、2024年1月20日にオープンした。

## 代表社員一覧
- 伊東雅次郎[14]（亀崎水産株式会社社長、衣浦貯金銀行専務取締役、知多商業会議所常議員）
- 伊東信蔵[15]（三河屋伊東商店株式会社代表取締役）
- 伊東郁二（愛知県多額納税者、衣浦銀行取締役）
- 伊東基夫
- 伊東良夫[16]
- 伊東優（以下、伊東株式会社代表取締役）